# 银叶巴豆
银叶巴豆（学名：Croton cascarilloides），又名裏白巴豆，为大戟科巴豆属下的一个种。

## 扩展阅读
- 維基物種上的相關：银叶巴豆